# Starboy
Starboy este al treilea album de studio al cântărețului canadian The Weeknd. A fost lansat pe 25 noiembrie 2016, prin XO și Republic Records. Albumul are apariții din Daft Punk, Lana Del Rey, Kendrick Lamar și Future. A fost susținut de șapte single-uri: „Starboy”, „I Feel It Coming”, „Party Monster”, „Reminder”, „Rockin’ ”,„ Die for You ”și„ Secrets ”.
Starboy
Album studio de la Weeknd
Eliberată:25 noiembrie 2016
Studio:ConwayHensonMXM Westlake Beverly (Los Angeles) Downtown Matza Ball (New York City) Gang (Paris) MXM Wolf Cousins (Stockholm) The Treehouse X (Suffolk)
Gen:R&B alternativ [1] new wave [1] pop [2] R&B [3]
Lungime:68:40
Eticheta: Republica XO                                                                                                                                                                                                Producător:Ali Payami Ali Shaheed Muhammad Ben Billions Benny Blanco Bobby Raps Cashmere Cat Cirkut Daft Punk Diplo Doc McKinney Frank Dukes Jake One Labrinth Max Martin Mano Metro Boomin Swish The Weeknd
Cronologia Weeknd:                                                                                                                                                                                                              Beauty behind the Madness (2015)
Frumusețea în  (2015) Starboy
(2016) Starboy
(2018)My Dear Melancholy
Piese din Starboy:
„Starboy”Lansat: 21 septembrie 2016
"I Feel It Coming"Lansat: 24 noiembrie 2016
„Party Monster”Lansat: 6 decembrie 2016
"Reminder"Lansat: 9 mai 2017
"Rockin '"Lansat: 9 mai 2017
"Die for you"Lansat: 19 septembrie 2017
„Secrets”  Lansat: 10 noiembrie 2017
Starboy a primit, în general, recenzii favorabile de la critici și a debutat pe primul loc în SUA Billboard 200, cu 348.000 de unități echivalente albumului, dintre care 209.000 au fost vânzări pure. A debutat, de asemenea, pe primul loc în Billboard's Canadian Albums Chart. În ianuarie 2019, albumul a fost certificat triplu platină de către Recording Industry Association of America (RIAA). Albumul a câștigat cel mai bun album urban contemporan la premiile Grammy din 2018.